# The Breeders
The Breeders is een Amerikaanse indierockband, opgericht door Kim Deal en Tanya Donelly. Aanvankelijk speelden ze vooral covers van countrynummers. Begin jaren tachtig hield de band op te bestaan, maar aan het eind van dat decennium (in 1988) werd de band als "tijdelijk project" nieuw leven ingeblazen door Kim Deal, die basgitaar speelde bij Pixies, en Tanya Donelly, gitariste van Throwing Muses. Toen deze beide bands minder actief werden, werden The Breeders belangrijker voor beide artiesten. In 1989 stuurden ze een demo op (waaraan drummer Mickey Bones en violiste Carrie Bradley hadden meegewerkt) naar Ivo Watts-Russell van platenmaatschappij 4AD. Die was onmiddellijk enthousiast en bood de dames een contract aan. Hun eerste cd, Pod, werd opgenomen door Steve Albini in Edinburgh en werd uitgebracht in 1990. De inbreng van Kim Deal is duidelijk hoorbaar, maar bassiste Josephine Wiggs en drummer Britt Walford (drummer van Slint en op de cd-hoes vermeld als Shannon Doughton) dragen bij aan het bandgeluid.
In 1992 nam de band de ep Safari op, waar vier nummers op stonden. Pixies waren inmiddels uit elkaar, en Tanya Donelly besloot de band te verlaten voor een eigen project: de band Belly. Kim Deal besloot haar tweelingzus Kelley bij de band te halen als gitariste. Voor het derde album; Last Splash, werd drummer Jim McPherson gecontracteerd. Dit album bracht een hit voort: het nummer Cannonball. In Groot-Brittannië haalde het nummer de tweede plaats in de hitlijsten, in Nederland kwam het niet verder dan de tipparade. Maar in de alternatieve hitlijsten scoorde het nummer wel zeer hoog. De gevolgen bleven niet uit: The Breeders traden op in de voorprogramma's van grote namen als onder meer Nirvana.
In 1995 verliet Kelley Deal de band vanwege een drugsprobleem. Kim Deal begon tijdelijke projecten als The Amps, waarmee ze de cd Pacer uitbracht, die gelijkwaardig klinkt als cd's van The Breeders. Een van de nummers op de cd werd geschreven door Robert Pollard, de zanger van Guided by Voices, die ook de gitaarpartij voor zijn rekening nam. Nadat Kelley Deal was afgekickt begon ze de projecten Kelley Deal 6000 en Last Hard Men.
In de jaren '90 bleef de geruchtenstroom over een hereniging van The Breeders continu op gang. In 2001 was het inderdaad zover en gingen de zusters weer de studio in (cd Title TK) en op tournee. De verkoopaantallen van dit derde album vielen echter tegen, en de platenmaatschappij (inmiddels Warner) kondigde aan het contract met de band te willen verbreken. 
In de lente van 2008 brachten ze de cd Mountain Battles uit en toerden ze opnieuw door Europa.

## Discografie

#### Albums
| Titel                  | Datum uitgebracht | Platenmaatschappij  |
| ---------------------- | ----------------- | ------------------- |
| Pod                    | 1990              | 4AD/Elektra Records |
| Last Splash            | 1993              | 4AD/Elektra Records |
| Live in Stockholm 1994 | 1995              | Breeders            |
| Title TK               | 2002              | 4AD/Elektra Records |
| Mountain Battles       | 2008              | 4AD/Elektra Records |
| All Nerve              | 2018              | 4AD/Elektra Records |

#### Ep's
| Titel         | Datum uitgebracht | Platenmaatschappij  |
| ------------- | ----------------- | ------------------- |
| Safari        | 1992              | 4AD/Elektra Records |
| Head to Toe   | 1994              | 4AD                 |
| Fate to Fatal | 2009              | Period Music        |

#### Singles
| Jaar | Titel            | Album            | Label               |
| ---- | ---------------- | ---------------- | ------------------- |
| 1993 | Cannonball       | Last Splash      | 4AD/Elektra Records |
| 1993 | Divine Hammer    | Last Splash      | 4AD/Elektra Records |
| 1994 | Saints           | Last Splash      | 4AD/Elektra Records |
| 2002 | Off You          | Title TK         | 4AD                 |
| 2002 | Huffer           | Title TK         | 4AD                 |
| 2002 | Son of Three     | Title TK         | 4AD                 |
| 2008 | Bang On          | Mountain Battles | 4AD                 |
| 2008 | We're Gonna Rise | Mountain Battles | 4AD                 |
| 2008 | Walk It Off      | Mountain Battles | 4AD                 |
| 2017 | Wait in the Car  | All Nerve        | 4AD                 |